# Thelma Aoyama
Thelma Aoyama (jap. 青山 テルマ; Aoyama Teruma) (* 27. Oktober 1987 in Yamatotakada, Präfektur Nara, Japan) ist eine japanische Pop- und R&B-Sängerin. Ihr Großvater väterlicher Seite ist aus Trinidad und Tobago.

## Leben und Karriere
Sechs Jahre lang besuchte Thelma die Osaka International School als Schülerin. Mit 12 Jahren zog sie mit ihrer Familie nach Torrance, Kalifornien, wo sie zwei Jahre lebte und die Calle Mayor Middle School besuchte. Erst im Winter 2002 zog sie zurück nach Japan und lebte dann in Tokio. Hier besuchte sie die American School in Japan und ist seit 2010 Studentin der Sophia-Universität.
Ihre erste musikalische Erfahrung sammelte sie, indem sie eine Kollaboration mit DS455 aufnahm und die Single Summer Paradise: Risin’ to tha’ Sun veröffentlichte. Die Single erreichte in der ersten Woche Platz 46 der Oricon-Charts. Am 5. September 2007 debütierte Thelma solo mit ihrer ersten Single One Way, allerdings erreichte die Single nur Platz 98 der Charts. Zwei Wochen später gab sie dann eine Kollaboration mit J-Soul und SoulJa, veröffentlichte zusammen die Single Koko ni Iru yo (jap. ここにいるよ) und landete in der dritten Verkaufswoche auf Platz 6 der Charts. Außerdem konnte sich die Single mehr als 100.000 Mal verkaufen.
Vier Monate später gab sie eine weitere Kollaboration mit SoulJa und veröffentlichte zusammen ihre zweite Single Soba ni Iru ne (jap. そばにいるね). Die Single hielt sich 51 Wochen in den Charts, landete in der zweiten Verkaufswoche auf Platz 1; sie konnte sich mehr als 465.000 Mal verkaufen und ist somit ihr erfolgreichster Tonträger. Außerdem ist das Lied die erfolgreichste Download-Single in Japan mit mehr als 8,7 Millionen legalen Downloads (Stand: November 2008).
Außerdem veröffentlichte sie ihr Debütalbum, das sie Diary nannte, am 26. März 2008 und landete in der ersten Verkaufswoche auf Platz 3 der Charts, mit 116.453 verkauften Einheiten. Nach 48 Wochen Charts-Aufenthalt verkaufte sich das Album fast 374.000 Mal.
Am 11. Februar 2009 veröffentlichte sie ihr erstes Kompilationsalbum, unter dem Namen Love!: Thelma Love Song Collection, und unerwartet landete die Kompilation auf der Höchstposition der Charts. Auf der Kompilation, die nur über neun Titel verfügt, ist unter anderem auch ein Cover der US-amerikanischen Musiklegende Janet Jackson, Again, vorhanden. Verkaufen konnte sich die Kompilation bis zu 100.000 Mal.
Mit der Zeit sank allerdings ihre Popularität, somit auch ihre Verkaufszahlen und sie versuchte sich an neuen Kollaborationen. Unter anderem veröffentlichte sie am 27. Januar 2010 die Single Fall in Love, eine Kollaboration mit dem südkoreanischen Sänger Taeyang (aus der Gruppe Bigbang). In Japan wird er unter dem Pseudonym Sol vermarktet, daher hieß die Vermarktung auch Aoyama Thelma x Sol from Bigbang. Die Single belegte allerdings, als Höchstposition, nur Platz 29 und verkaufte sich nur 5.000 Mal. Im Mai 2011 versuchte sie es mit einer südkoreanischen Band, die sich 4minute nennt, sie veröffentlichten gemeinsam die Single Without U, die allerdings nur auf Platz 125, mit 553 verkauften Einheiten, landete.

## Diskografie

### Alben
| Jahr | Titel                               | Höchstplatzierung, Gesamtwochen, AuszeichnungChartsChartplatzierungen (Jahr, Titel, Platzierungen, Wochen, Auszeichnungen, Anmerkungen) | Anmerkungen                                                |
| Jahr | Titel                               | JP | Anmerkungen                                                |
| ---- | ----------------------------------- | --- | ---------------------------------------------------------- |
| 2008 | Diary                               | JP3 Platin · (48 Wo.)JP | Erstveröffentlichung: 26. März 2008 Verkäufe: + 373.623    |
| 2008 | Party Party: Thelma Remix           | JP79 (2 Wo.)JP | Erstveröffentlichung: 10. Dezember 2008 Verkäufe: + 3.798  |
| 2009 | Love!: Thelma Love Song Collection  | JP1 Gold · (13 Wo.)JP | Erstveröffentlichung: 11. Februar 2009 Verkäufe: + 104.340 |
| 2009 | Emotions                            | JP11 (10 Wo.)JP | Erstveröffentlichung: 9. September 2009 Verkäufe: + 37.283 |
| 2010 | Love! 2: Thelma Best Collaborations | JP34 (4 Wo.)JP | Erstveröffentlichung: 28. Juli 2010 Verkäufe: + 7.642      |
| 2011 | Love Story                          | — | Erstveröffentlichung: 6. Mai 2011                          |
| 2011 | Will                                | JP61 (4 Wo.)JP | Erstveröffentlichung: 15. Juni 2011 Verkäufe: + 3.068      |
| 2011 | Singles Best                        | JP41 (6 Wo.)JP | Erstveröffentlichung: 24. August 2011 Verkäufe: + 6.491    |
| 2012 | My Covers                           | JP78 (2 Wo.)JP | Erstveröffentlichung: 14. November 2012 Verkäufe: + 1.843  |
| 2013 | Ballad                              | — | Erstveröffentlichung: 26. Juni 2013                        |
| 2013 | Up Beat                             | — | Erstveröffentlichung: 26. Juni 2013                        |
| 2014 | Lonely Angel                        | JP183 (1 Wo.)JP | Erstveröffentlichung: 6. August 2014 Verkäufe: + 414       |
| 2015 | Gray Smoke                          | JP203 (1 Wo.)JP | Erstveröffentlichung: 16. September 2015 Verkäufe: + 388   |
| 2016 | Pink Tears                          | JP262 (1 Wo.)JP | Erstveröffentlichung: 27. April 2016 Verkäufe: + 324       |
| 2016 | Smoke & Tears                       | — | Erstveröffentlichung: 27. April 2016                       |
| 2016 | Love! Special                       | — | Erstveröffentlichung: 27. April 2016                       |
| 2017 | 10th Diary                          | JP65 (2 Wo.)JP | Erstveröffentlichung: 6. September 2017 Verkäufe: + 1.504  |
| 2018 | Highschool Gal                      | JP56 (1 Wo.)JP | Erstveröffentlichung: 25. Juli 2018                        |
| 2021 | Scorpion Moon                       | JP218 (1 Wo.)JP | Erstveröffentlichung: 27. Oktober 2021                     |

### Singles
| Jahr | Titel Album | Höchstplatzierung, Gesamtwochen, AuszeichnungChartsChartplatzierungen (Jahr, Titel, Album, Platzierungen, Wochen, Auszeichnungen, Anmerkungen) | Anmerkungen |
| Jahr | Titel Album | JP | Anmerkungen |
| ---- | --- | --- | --- |
| 2007 | One Way Diary | JP98 (6 Wo.)JP | Erstveröffentlichung: 5. September 2007 Verkäufe: + 4.040                                                                               |
| 2008 | Soba ni Iru ne (そばにいるね) Ich bin an deiner Seite Diary                                                                                                  | JP1 ×2×3Doppelplatin + Dreifachdiamant (Digital) · (51 Wo.)JP                                                                                  | Erstveröffentlichung: 23. Januar 2008 · Verkäufe: + 465.186; mit SoulJa · + JP: ×3Dreifachdiamant (Klingelton) , + JP: Gold (Streaming) |
| 2008 | Nandomo (何度も) Vielmals Love! | JP6 ×2Gold + Doppelplatin (Mobile Downloads) · (17 Wo.)JP                                                                                      | Erstveröffentlichung: 9. Juli 2008 · Verkäufe: + 68.068 · + JP: ×3Dreifachplatin (Klingelton) , + JP: Gold (Downloads)                  |
| 2008 | Mamoritai Mono (守りたいもの) Etwas, was ich beschützen will Love!                                                                                           | JP18 Gold (Mobile Downloads) · (9 Wo.)JP | Erstveröffentlichung: 12. November 2008 Verkäufe: + 17.313                                                                              |
| 2008 | Daikkirai Demo Arigatou (大っきらい でもありがと) Ich hasse dich, aber danke Love!                                                                           | JP14 Platin (Mobile Downloads) · (8 Wo.)JP | Erstveröffentlichung: 10. Dezember 2008 Verkäufe: + 19.549                                                                              |
| 2009 | Nomitakute (飲みたくて) Ich möchte trinken – | — | Erstveröffentlichung: 1. Januar 2009 |
| 2009 | Todoketai... / Kono Mama Zutto (届けたい… / このまま ずっと) Ich will dich erreichen... / Immer dasselbe Emotions                                            | JP32 (6 Wo.)JP | Erstveröffentlichung: 11. März 2009 Verkäufe: + 6.103                                                                                   |
| 2009 | Wasurenai yo (忘れないよ) Ich werde nicht vergessen Emotions                                                                                                 | JP20 Platin (Digital) · (6 Wo.)JP | Erstveröffentlichung: 5. August 2009 Verkäufe: + 11.193                                                                                 |
| 2009 | Oh Baby Koishitetai (Oh Baby 恋してたい) Ich will Liebe – | — | Erstveröffentlichung: 19. November 2009                                                                                                 |
| 2010 | Fall in Love Love! 2: Thelma Best Collaborations | JP29 (4 Wo.)JP | Erstveröffentlichung: 27. Januar 2010 Verkäufe: + 5.068; mit Taeyang                                                                    |
| 2010 | Kaeru Basho (帰る場所) Der Ort, an den wir zurückkehren – | JP63 (3 Wo.)JP | Erstveröffentlichung: 3. März 2010 Verkäufe: + 2.152                                                                                    |
| 2010 | Summer Love!! Love! 2: Thelma Best Collaborations | JP58 (3 Wo.)JP | Erstveröffentlichung: 30. Juni 2010 Verkäufe: + 1.737; mit Red Rice                                                                     |
| 2010 | Let’s Party / 23 Will | JP162 (1 Wo.)JP | Erstveröffentlichung: 27. Oktober 2010 Verkäufe: + 447                                                                                  |
| 2011 | Zutto. (ずっと.) Für immer Will | JP33 Gold (Mobile Downloads) · (5 Wo.)JP | Erstveröffentlichung: 2. März 2011 Verkäufe: + 4.622                                                                                    |
| 2011 | Without U Will | JP125 (1 Wo.)JP | Erstveröffentlichung: 25. Mai 2011 Verkäufe: + 552; mit 4minute                                                                         |
| 2012 | Tokyo Lullaby – | — | Erstveröffentlichung: 29. Februar 2012                                                                                                  |
| 2012 | Yume no Tsuzuki e (夢の続きへ) Fortgesetzter Traum – | — | Erstveröffentlichung: 25. März 2012 |
| 2012 | Kimi ni Aeru Kara... (君に会えるから...) Ich will dich sehen Word Piece                                                                                      | JP181 (1 Wo.)JP | Erstveröffentlichung: 16. Mai 2012 Verkäufe: + 270 mit Spicy Chocolate und Ryo the Skywalker                                            |
| 2019 | In This Place: Futari no Kizuna (In This Place~2人のキズナ) An diesem Ort: Gemeinsame Bindung Ralph Breaks the Internet (Original Motion Picture Soundtrack) | JP55 (1 Wo.)JP | Erstveröffentlichung: 16. Januar 2019                                                                                                   |

### Videoalben
| Jahr | Titel                          | Höchstplatzierung, Gesamtwochen, AuszeichnungChartsChartplatzierungen (Jahr, Titel, Platzierungen, Wochen, Auszeichnungen, Anmerkungen) | Anmerkungen                             |
| Jahr | Titel                          | JP | Anmerkungen                             |
| ---- | ------------------------------ | --- | --------------------------------------- |
| 2009 | Aoyama Thelma Tour 2009: Diary | JP52 (2 Wo.)JP | Erstveröffentlichung: 17. Juni 2009     |
| 2009 | Motions: Thelma Clips Vol. 1   | JP173 (1 Wo.)JP | Erstveröffentlichung: 9. September 2009 |

## Auszeichnungen für Musikverkäufe
Anmerkung: Auszeichnungen in Ländern aus den Charttabellen bzw. Chartboxen sind in ebendiesen zu finden.
| Land/RegionAuszeichnungen für Musikverkäufe (Land/Region, Auszeichnungen, Verkäufe, Quellen) | Gold     | Platin       | Diamant     | Verkäufe  | Quellen            |
| -------------------------------------------------------------------------------------------- | -------- | ------------ | ----------- | --------- | ------------------ |
| Japan (RIAJ)                                                                                 | 6× Gold6 | 10× Platin10 | 6× Diamant6 | 8.750.000 | riaj.or.jp JP2 JP3 |
| Insgesamt                                                                                    | 6× Gold6 | 10× Platin10 | 6× Diamant6 |           |                    |

## Lieder
Geordnet nach Veröffentlichung
1. One Way
2. Good Time
3. My Dear Friend
4. My Beginning
5. Last Letter
6. Rhythm (リズム)
7. Higher
8. Paradise
9. Kono Mama de (このままで)
10. Anata ni Aete Yokatta (あなたに会えてよかった)
11. Mama e (ママへ)
12. Diary
13. Nandomo (何度も)
14. Love
15. I You
16. Mirai Yosōzu II (未来予想図II)
17. Mamoritai Mono (守りたいもの)
18. Madonna
19. Daikkirai Demo Atigatō (大っきらい でもありがと)
20. Walk
21. Nomitakute (飲みたくて)
22. Suki Desu. (好きです.)
23. Kono Mama Zutto (このまま　ずっと)
24. Wasurenai yo (忘れないよ)
25. Don’t Stop
26. Happiness
27. Futari no Yakusoki no Hi (二人の約束の日)
28. I’m Sorry
29. Keep On
30. Sunao ni Narenakute (素直になれなくて)
31. Baby, I Love You
32. Cinderella Story
33. Believe
34. Kaeru Basho (帰る場所)
35. Anata ga Kiechai Sō de (あなたが消えちゃいそうで)
36. Oh Baby Koishitetai (恋してたい)
37. Let’s Party!
38. 23
39. Zutto. (ずっと.)
40. Lollipop
41. My Sweetest Sin
42. Fallen Angel
43. Fighting Soldier
44. Hitori ni Shinaide (一人にしないで)
45. Goodbye
46. Crazy Crazy Love
47. Stronger Than Ever
48. I’m All Yours
49. Uso Demo Iikara (嘘でもいいから)
50. Will
51. Yume no Tsuzuki e (夢の続きへ)
52. My Angel
53. All of Me
54. Tokeyo
55. My Little Angel
56. Pray
57. Girls
58. Turn Your Light On
59. Take It Slow
60. Missing You
61. Lonely Angel
62. Smile Again
63. On & On
64. How About Us
65. Ichiban Aishita Hito (一番愛した人)
66. Trouble Love
67. Pink Tears
68. Summertime!! (サマータイム!!)
69. My Only Lover
70. Tonight
71. Doctor Doctor
72. Isshō Nakama (一生仲間)
73. Don’t Call Me
74. Aishiteruyo, Sayonara, (愛してるよ、さよなら,)
75. Only Care About You
76. Pancake (パンケーキ)
77. Kimi ga Kimi de Ite Kureru Kara (君が君でいてくれるから)
78. Nandakanda (なんだかんだ)
79. Sekai no Chūshin: We Are the World (世界の中心)
80. Mada-Baka (マダバカ)
81. Sweet Sweet Days
82. Talk S2 Me
83. Onigiri
84. Boom Shakalaka (ブーンシャカラカ)
85. Hey Boi
86. Day & Night
87. Best Friend (ベストフレンド)
88. In This Place: Futari no Kizuna (2人のキズナ)
89. Konna ni Mo (こんなにも)

Cover
1. You’re My Only Shinin’ Star (original von Miho Nakayama)
2. Again (original von Janet Jackson)
3. Some Day My Prince Will Come
4. Love Is Over (original von Ou Yang Fei Fei)
5. Tokyo Lullaby (東京ららばい) (original von Rie Nakahara)
6. Billie Jean (original von Michael Jackson)
7. So Sick (original von Ne-Yo)
8. You Give Love a Bad Name (original von Bon Jovi)
9. Virtual Insanity (original von Jamiroquai)
10. Honesty (original von Billy Joel)
11. What’s Going On (original von Marvin Gaye)
12. This Love (original von Maroon 5)
13. I Don’t Want to Miss a Thing (original von Aerosmith)
14. Imagine (original von John Lennon)
15. Tell Me (original von Hide)
16. Happy (original von Pharrell Williams)

Zusammenarbeiten
1. T-Luvin’ (mit DS455 und Big Ron)
2. Let’s Party: Don’t Worry Bout It (mit DS455 und Big Ron)
3. Diamond in the Rough (mit Sphere of Influence)
4. Don’t Stop (mit Dohzi-T)
5. Summer Paradise: Risin’ to tha Sun (mit DS455)
6. Turn It Up (mit Dohzi-T, Verbal, Little und Kohei Japan)
7. One Way (Diori Remix) (mit Wise)
8. Koko ni Iru yo (ここにいるよ) (mit Soulja)
9. Garden of Love (mit DJ Makai)
10. Soba ni Iru ne (そばにいるね) (mit Soulja)
11. This Day (mit Dohzi-T)
12. Forever Love (mit Roma Tanaka)
13. Good Time: Remix (mit Miku von Ya-Kyim)
14. Just Another Day (mit DJ PMX und Kayzabro)
15. Blanco (mit HI-D)
16. Yakusoku no Hi (約束の日) (mit Dohzi-T)
17. Todoketakute... (届けたくて・・・) (mit Ken the 390)
18. Todoketai... (届けたい…) (mit Ken the 390)
19. Dreamlover (mit DJ Makidai)
20. Wanna Come Again (mit Verbal aus M-Flo)
21. My Way (mit DJ Yutaka)
22. Da Bubblegum Brothers Show (mit Da Bubblegum Brothers und Toshinobu Kubota)
23. Fall in Love (mit Sol aus Big Bang)
24. Candy (mit Harada Shinji)
25. Hanasenaide yo (はなさないでよ) (mit Soulja)
26. Summer Love!! (mit Red Rice aus Shonan no Kaze)
27. This Love (mit Ai)
28. Love @ 1st Sight (mit DJ Celory und Coma-Chi)
29. Never Gonna Let You Go (mit Demarco)
30. Secret Life (mit Asia)
31. Heaven’s Lover (mit Mickun)
32. Without U (mit 4minute)
33. One Love, One Heart, One Destiny (mit Super Criss aus Fire Ball)
34. Love Trap (mit Dohzi-T)
35. Kimi ni Aeru Kara (君に会えるから...) (mit Spicy Chocolate und Ryo the Skywalker)
36. Every Breathe You Take (mit Brian McKnight) (Original von The Police)
37. We Fell in Love (mit Rook Monroe)
38. Get Ya Girl (mit Sly & Robbie, Spicy Chocolate und T.O.K.)
39. I’ll Be There with You (mit Miliyah Katō und Ai)
40. All My Ladies (mit Che’Nelle und Crystal Kay)
41. Yume ni Fureru (夢に触れる) (mit Salu und The Dreambandgunjo)
42. Stay (mit Shota Shimizu)
43. Heart Breaker (ハートブレイカー) (mit Sway)
44. God’s Children (mit Anarchy)
45. G-E-T Over U (mit Cream)
46. One Day (mit Miliyah Katō und Ai)
47. Money (mit Shimizu Shota und Salu)
48. On Fire (mit AK-69 und Hannya)
49. Smile for Me (mit Mappy)
50. Anata no Soba ni (あなたの側に) (mit Izumi Nakasone aus HY)
51. Secret Dancehall (mit Monster Rion, IO und Young Juju)
52. Futari de (二人で) (mit B1A4)
53. Poppin’ (mit Miliyah Katō)

Übergänge
1. Intro